# 임종시의 진술
|                                                       |
| 증거법                                                |
| 영미법 시리즈                                         |
| 증거의 종류                                           |
| 증언 · 물증                                           |
| 전자증거 · 무죄입증 증거                              |
| 과학적 증거 · 물적 증거                               |
| 목격자지목 · DNA증거                                  |
| 거짓말                                                |
| 관련성                                                |
| 입증책임 · 증거기초                                   |
| 공공복리예외 · 오염 · 성격증거                        |
| 습관증거 · 유사사실                                   |
| 진위확인                                              |
| 관리 연속성 · 주지의 사실                             |
| 최량증거원칙 · 자기확증문서 · 오래된 문서             |
| 증인                                                  |
| 증인적격 · 증언거부특권                               |
| 직접신문 · 교호신문 · 재직접신문                      |
| 탄핵증거                                              |
| 기록된 기억 · 전문가증언                              |
| 사망자 규정                                           |
| 전문증거와 예외                                       |
| 영국법 · 미국법                                       |
| 자백 · 업무상 기록                                    |
| 흥분 상태의 언급 · 임종시의 진술                      |
| 일방 당사자의 자인 · 오래된 문서                      |
| 이익에 반하는 진술 · 현장성 감각 인상 · 부대상황 사실 |
| 권위학술서 · 비언어적 행동                            |
| 미국법의 다른 영역                                    |
| 계약법 · 불법행위법                                   |
| 재산법 과 미국의 유언신탁법                           |
| 형법 · 증거법                                         |

임종시의 진술(dying declaration)이란 미국의 증거법상의 개념으로 사람이 사망하기 직전에 사망을 염두에 두고 한 증언은 전문증거배제법칙의 예외로 인정하여 증거로 채택하는 것을 말한다. 증인이 반드시 죽을 필요는 없으며 증인이 재판당시에 증언을 할 수 없기만 하면 된다. 

## 사례
예를 들어 교통사고로 사망한 피해자가 죽기 10분 전에 "나는 내가 죽어간다는 거 알고 있어. 왜 그 운전기사는 빨간 신호등 불빛에도 달려야만 했던걸까?"라고 진술하였다면 그 운전기사에 대한 재판에서 임종시의 진술로 증거능력을 가질 수 있다. 

## 미국 연방증거법
FRE에 따르면 증인이 증언을 할 수 없는 사정이 있으며, 증언이 형사 살인사건이나 민사사건에 사용되며, 죽음을 목전에 둔 상태에서 이루어졌으며, 증언이 증인의 사인과 관련되거나 원인이 된 것에 대한 것이여야 한다.

## 참고 문헌
- 아서 베스트, 미국 증거법 (사례와 해설), 탐구사 2009. ISBN 978-89-89942-20-7